# 66661 Wallin
66661 Wallin este un asteroid din centura principală de asteroizi.

## Descriere
66661 Wallin este un asteroid din centura principală de asteroizi. A fost descoperit pe 2 octombrie 1999 la Las Cruces de David S. Dixon. Asteroidul prezintă o orbită caracterizată de o semiaxă mare de 3,11 ua, o excentricitate de 0,18 și o înclinație de 28,2° în raport cu ecliptica.